# Gazella gazella
Gazella gazella er en gazelle uden et veletableret dansk navn, men den kaldes undertiden bjerggazelle eller arabisk gazelle. Den er udbredt i Mellemøsten, især i landene Israel, Oman og Saudi-Arabien. Gazella gazellas levesteder findes i ørken eller halvørken, ofte i stejlt terræn. Den kan modstå de høje temperaturer og tørre forhold i f.eks. Jordan-dalen og Negev-ørkenen.
Den vurderes af IUCN at være truet af udryddelse. Den samlede bestand menes at ligge under 15.000 individer.